# Jacintha la Cabaretière
Pour plus de détails, voir Fiche technique et Distribution.
Jacintha la Cabaretière ou Les Émotions de Jacintha est un court métrage muet français réalisé par Albert Capellani, sorti en 1911.

## Fiche technique
- Titre : Jacintha la Cabaretière
- Titre alternatif : Les Émotions de Jacintha
- Réalisation : Albert Capellani
- Scénario : Daniel Riche
- Photographie :
- Montage :
- Producteur :
- Société de production : Société cinématographique des auteurs et gens de lettres (S.C.A.G.L.)
- Société de distribution :  Pathé Frères
- Pays d'origine :  France
- Langue : film muet avec les intertitres en français
- Métrage : 260 mètres
- Format : Noir et blanc — 35 mm — 1,33:1 —  Muet
- Genre : Film dramatique
- Durée : 8 minutes 40
- Dates de sortie :
  -  France : 23 août 1911

## Distribution
- Lucia Pacitti : Jacintha
- Paul Capellani : Landry
- Georges Tréville : l'aubergiste
- Théodore Thalès : Alonzio
- Émile Mylo
- Dupont-Morgan